# Magdalena Bieńkowska
Magdalena Bieńkowska (ur. 3 października 1993 w Mikołajkach) – Miss Polski 2015, reprezentantka Polski w konkursie Miss International 2016, w którym znalazła się w ścisłym finale (TOP 15).
Naukę w szkole średniej rozpoczęła w I Liceum Ogólnokształcącym w Bydgoszczy, po czym kontynuowała ją w Społecznym Liceum Ogólnokształcącym im. Marion Dönhoff STO w Mikołajkach. W 2015 obroniła pracę licencjacką na kierunku stosunki międzynarodowe na Uniwersytecie Warszawskim. Następnie została studentką studiów drugiego stopnia w Instytucie Stosunków Międzynarodowych Wydziału Nauk Politycznych i Studiów Międzynarodowych Uniwersytetu Warszawskiego.